# Thomas Aquino Manyo Maeda
Thomas Aquino Manyo Maeda (Tsuwasaki (prefectuur Nagasaki), 3 maart 1949) is een Japans geestelijke en een kardinaal van de Rooms-Katholieke Kerk.
Maeda studeerde aan het grootseminarie in Fukuoka.  Hij werd op 19 maart 1975 priester gewijd.
Op 13 juni 2011 werd Maeda benoemd tot bisschop van Hiroshima; zijn bisschopswijding vond plaats op 23 september 2011. Op 20 augustus 2014 volgde zijn benoeming tot aartsbisschop van Osaka.
Sinds 2016 is Maeda tevens vicevoorzitter van de bisschoppenconferentie van Japan.
Maeda werd tijdens het consistorie van 28 juni 2018 kardinaal gecreëerd. Hij kreeg de rang van kardinaal-priester. Zijn titelkerk werd de Santa Pudenziana.
Maeda werd op 15 augustus 2023 benoemd tot aartsbisschop van Osaka-Takamatsu, een nieuw gevormd aartsbisdom als samenvoeging van het aartsbisdom Osaka en het bisdom Takamatsu. 
- CiNii: DA19669564
- Bibliotheek van het Japanse parlement: 001287822
- Virtual International Authority File: 33152380026401760133